# Andrés Chávez
Andrés Eliseo Chávez, argentinski nogometaš, * 21. marec 1991, Buenos Aires, Argentina.
Trenutno je član argentinskega kluba Banfielda, pred tem je igral za Boca Juniors, São Paulo, Panathinaikos, Huracán, AEL Limassol in Wilsteramnnn.